# Charles d'Hane de Steenhuyse
Charles Joseph Marie d'Hane de Steenhuyse (Gent, 30 april 1787 - 29 april 1858) was een Belgisch politicus. Hij was grondeigenaar en rentenier, liberaal schepen in Gent en parlementslid. 

## Familie
Charles d'Hane de Steenhuyse behoorde tot een familie die in 1641 'voor zoveel als nodig' adelserkenning verkreeg en in 1768 door keizerin Maria-Theresia begiftigd werd met de titel van graaf.
Zijn vader was graaf Jean-Baptiste d'Hane de Steenhuyse (Gent, 1757-1826), laatste heer van het prinsdom Steenhuyse en zijn moeder Marie-Madeleine Rodriguez d'Evora y Vega (Gent, 1760 - Leeuwergem, 1842). Het echtpaar kreeg zes kinderen, van wie alleen Charles nakomelingen had.
Charles d'Hane trouwde in 1806 met Christine Dons de Lovendeghem (Gent, 1782-1846). Ze hadden drie dochters en een zoon die zonder kinderen bleef, hetgeen het uitsterven van deze familie meebracht in 1887.

## Verenigd Koninkrijk en orangisme
In 1816 werd Charles samen met zijn vader in de adel bevestigd en in de Ridderschap van de provincie Oost-Vlaanderen opgenomen. Hij werd tot kamerheer van koning Willem I benoemd. 
Hij werd gemeenteraadslid van Gent en lid van de Provinciale Staten van Oost-Vlaanderen.
Zoals een groot deel van de Gentse notabelen bleef hij gehecht aan het Verenigd Koninkrijk der Nederlanden en nam hij dan ook geen deel aan het Nationaal Congres in 1831. Zijn broer Constant d'Hane de Steenhuyse werd Belgisch minister van Oorlog in de cruciale periode van het verdedigen van het jonge koninkrijk.

## Belgisch koninkrijk
Na de Belgische onafhankelijkheid werd hij orangistisch schepen van Gent (1830-1836) en lid van de vernieuwde provincieraad (1836-1842).
Hij was een van de voornaamste secondanten van de orangistische voorman Hippolyte Metdepenningen. In februari 1831 was hij de bevelhebber van een stedelijk vrijkorps dat met de oogluikende inspanning van het schepencollege steun zou verlenen aan de orangistische coup die kolonel Ernest Grégoire beraamde en mislukte.
Zo hevig was d'Hane dat hij tijdens een concert op de Kouter een flinke mep gaf aan een politieke tegenstrever, Franz Vergauwen, en hij werd hiervoor door de correctionele rechtbank beboet.
In 1843 werd d'Hane de eerste voorzitter van de liberale 'Société électorale de la Flandre orientale' en was toen ook kandidaat als volksvertegenwoordiger maar werd niet verkozen. Bij de verkiezingen van 1847 stond hij opnieuw op de liberale lijst voor de verkiezingen voor de Kamer van volksvertegenwoordigers in het arrondissement Gent en werd hij verkozen tot volksvertegenwoordiger. Hij bleef slechts één jaar in het parlement en was bij de verkiezingen van 1848 geen kandidaat meer.